# Marcel Katz
Marcel Katz   (Solothurn, 1896 - 1975) fou un futbolista suís, que jugava de davanter, que va competir durant la dècada de 1920.
El 1924 va prendre part en els Jocs Olímpics de París, on guanyà la medalla de plata en la competició de futbol, tot i que no jugà cap partit.
Pel que fa a clubs, defensà els colors de l'Old Boys (1922-1925). Amb la selecció nacional, entre 1923 i 1924, jugà 4 partits, en què no marcà cap gol.